# Saint-Étienne-sur-Usson
Saint-Étienne-sur-Usson település Franciaországban, Puy-de-Dôme megyében. Lakosainak száma 256 fő (2022. január 1.). Saint-Étienne-sur-Usson Bansat, Saint-Jean-en-Val, Saint-Quentin-sur-Sauxillanges, Sauxillanges és Le Vernet-Chaméane községekkel határos.

## Népesség
A település népessége az elmúlt években az alábbi módon változott:
| Lakosok száma | 276  | 283  | 288  | 276  | 267  | 259  | 257  | 255  | 256  |
|               | 2013 | 2015 | 2016 | 2017 | 2018 | 2019 | 2020 | 2021 | 2022 |